# 张家乡 (两当县)
张家乡，是中华人民共和国甘肃省陇南市两当县下辖的一个乡镇级行政单位。

## 行政区划
张家乡下辖以下地区：
二郎坝村、两当桥村、张家村、太渠村和兴隆场村。